# Escher (Familienname)
Escher ist ein deutscher Familienname.

## Herkunft und Bedeutung
Escher ist ein Wohnstättenname. Bezeichnet wurde damit eine Person, die bei einer Örtlichkeit namens Äsch, Esch wohnt. Die Zürcher Familie Escher, mundartlich Äscher ausgesprochen, stammt ursprünglich aus dem Weiler Äsch bei Wettingen.

## Namensträger

### A
- Albert von Escher (1833–1905), Schweizer Maler
- Albertina Escher (1842–1891), kubanische freigelassene Sklavin
- Alfred Escher (1819–1882), Schweizer Politiker, Wirtschaftsführer und Eisenbahnunternehmer
- Alfred Martin Escher (1906–1980), Schweizer Diplomat
- Andreas Escher (* 1966), deutscher Entwickler und Grafiker für Computer- und Konsolenspiele
- Angela Escher (* 1985), Schweizer Politikerin (Grüne)
- Anita Cristina Escher Echeverría (* 1958), salvadorianische Diplomatin
- Anton Escher (1895–1981), deutscher Maler und Grafiker
- Arnold Escher von der Linth (1807–1872), Schweizer Geologe

### B
- Beate Escher (* 1965), deutsche Umwelttoxikologin
- Berend Georg Escher (1885–1967), niederländischer Geologe und Mineraloge
- Bernhard Escher (1843–1934), deutscher Unternehmer

### C
- Caspar Schindler-Escher (1828–1902), Schweizer Fabrikant und Philanthrop
- Clementine Stockar-Escher (1816–1886), Schweizer Malerin und Zeichnerin

### E
- Elisabeth Escher (* 1956), österreichische Autorin
- Elisabeth Escher (* 1955), Schweizer Juristin
- Ernst Alfred von Escher (1883–1963), Schweizer Maler, Zeichner und Radierer
- Eugen Escher (1831–1900), Schweizer Politiker

### F
- Felix Escher (* 1945), deutscher Historiker
- Felix Escher vom Glas (1746–1805), Schweizer Kaufmann und Politiker der Aristokraten
- Ferdinand Escher (1787–1855), Schweizer Rittmeister in russischen Diensten und Plantagenverwalter
- Franz Escher (Mediziner) (1921–1990), Schweizer Mediziner
- Franz Escher (Schachspieler) (1931–2014), deutscher Schachspieler
- Friedrich Escher (1928–2021), deutscher Agrarwissenschaftler und Hochschullehrer für Zierpflanzenanbau
- Friedrich Ludwig Escher (1779–1845), Schweizer Plantagenbesitzer und Sklavenhalter

### G
- Georg Escher (* 1994), deutscher Volleyballspieler
- George Arnold Escher (1843–1939), niederländischer Wasserbauingenieur
- Gerold Escher (1665–1738), Schweizer Politiker, Chronist und Zeichner
- Gertrud Escher (1875–1956), Schweizer Malerin, Zeichnerin und Graphikerin
- Gitta Escher (* 1957), deutsche Turnerin
- Gretel Escher (1915–2015), deutsche Illustratorin, Journalistin und Autorin

### H
- Hans Escher (Jurist, 1876) (1876–1960), Schweizer Jurist und Finanzmanager
- Hans Escher (Architekt, 1914) (1914–nach 1968), Schweizer Architekt
- Hans Escher (Maler) (1918–1993), österreichischer Maler, Grafiker und Illustrator
- Hans Escher (Regisseur) (* 1956), österreichischer Theaterregisseur
- Hans Escher (Schauspieler), Schauspieler
- Hans Caspar Escher (1775–1859), Schweizer Industrieller, Architekt und Politiker
- Hans Conrad Escher vom Glas senior (1743–1814), Schweizer Zunftmeister und Politiker
- Hans Conrad Escher von der Linth (1767–1823), Schweizer Bauingenieur, Seidenfabrikant, Maler, Kartograf und Politiker
- Hans Conrad von Escher vom Luchs (1705–1786), Schweizer General
- Hans Conrad Escher (vom Luchs) (1743–1814; auch Hans Konrad von Escher), Schweizer Politiker, Bürgermeister von Zürich, Tagsatzungsgesandter
- Hans Conrad Escher vom Luchs junior (1814–1867), Schweizer Jurist und Politiker
- Hans Heinrich Escher (1713–1777), Schweizer Militär und Politiker
- Hans Jakob Escher-Escher (1819–1886), Schweizer Fabrikant
- Hans Jakob Escher vom Glas (Politiker, 1654) (1654–1726), Schweizer Politiker, Ratsherr in Zürich
- Hans Jakob Escher vom Glas (Politiker, 1656) (1656–1734), Schweizer Politiker, Bürgermeister von Zürich
- Hans Jakob Escher vom Glas (Politiker, 1783) (1783–1854), Schweizer Kaufmann, Richter und Politiker, Stadtpräsident von Zürich
- Hans Jakob Escher vom Luchs (1734–1800), Schweizer Richter und Politiker, Ratsherr in Zürich

- Heinrich Escher (Politiker, 1626) (1626–1710), Schweizer Kaufmann, Diplomat und Politiker, Bürgermeister von Zürich
- Heinrich Escher (Politiker, 1688) (1688–1747), Schweizer Kaufmann, Diplomat und Politiker
- Heinrich Escher (Politiker, 1713) (1713–1777), Schweizer Militärperson, Diplomat und Politiker
- Heinrich Escher (Unternehmer) (1776–1853), Schweizer Unternehmer und Entomologe
- Heinrich Escher (Politiker, 1777) (1777–1840), Schweizer Kaufmann und Politiker
- Heinrich Escher (Historiker) (1781–1860), Schweizer Historiker
- Heinrich Escher (Rechtsgelehrter) (1789–1870), Schweizer Rechtsgelehrter und Politiker
- Helene Escher-von Stürler (1873–1908), Schweizer Patrizierin und Feministin
- Hermann Escher (1857–1938), Schweizer Bibliothekar

### J
- Jakob Escher-Bürkli (1864–1939), Schweizer Klassischer Philologe und Topograph
- Joachim Escher (NS-Opfer) (1915–2004), deutscher Kriegsdienstverweigerer
- Joachim Escher (Mathematiker) (* 1962), deutscher Mathematiker
- Johann Caspar Escher (1678–1762), deutsch-Schweizer Politiker
- Josef Escher (1885–1954), Schweizer Politiker
- Jürgen Escher (* 1951), deutscher Fußballspieler und -trainer

### K
- Karl Escher (1885–1972), deutscher Journalist
- Klaus Escher (* 1965), deutscher Politiker (CDU)
- Konrad Escher (Politiker) (um 1480–1539), Schweizer Politiker und Volkskundler
- Konrad Escher (Kunsthistoriker) (1882–1944), Schweizer Kunsthistoriker

### L
- Luise Escher-Bodmer (1819–1900), Zürcher Patrizierin, Gründerin der Martin Stiftung
- Lydia Welti-Escher (1858–1891), Schweizer Patrizierin und Mäzenin

### M
- M. C. Escher (eigentlich Maurits Cornelis Escher, 1898–1972), niederländischer Künstler und Grafiker
- Martin Escher (1788–1870), Schweizer Industrieller
- Mathilde Escher (1808–1875), Schweizer Stiftungsgründerin
- Max Escher (Ingenieur) (1878–1961), Schweizer Maschinenbauingenieur
- Max Escher (1901–1976), deutscher Künstler und Kunsterzieher

### N
- Nanny von Escher (1855–1932), deutschschweizerische Schriftstellerin und Rednerin

### P
- Paul Usteri-Escher (1855–1927), Schweizer Politiker, Ständerat
- Peter Escher (Komponist) (1915–2008), Schweizer Komponist
- Peter Escher (Journalist) (* 1954), deutscher Journalist und Moderator

### R
- Regina Escher (* 1955), Schweizer Diplomatin und Botschafterin
- Reinhold Escher (1905–1994), deutscher Grafiker und Illustrator
- Rolf Escher (* 1936), deutscher Grafiker
- Rudolf Escher (Ingenieur) (1848–1921), Schweizer Maschineningenieur
- Rudolf Escher (1912–1980), niederländischer Komponist und Musiktheoretiker

### T
- Tobias Escher (* 1988), deutscher Sportjournalist, Blogger und Sachbuchautor

### W
- Walter Escher (1918–2004), Schweizer Lehrer und Volkskundler
- Wilhelm Caspar Escher (1859–1929), Schweizer Bankier
- Wolf Escher (1944–2016), deutscher Jazzmusiker und Musikpädagoge

### Y
- Yvonne Escher (1934–2025), Schweizer Filmregisseurin